# Michelle Schatzman
Pour les articles homonymes, voir Schatzman.
Michelle Schatzman, née le 8 décembre 1949 à Paris et morte le 20 août 2010 à Lyon, est une mathématicienne française.
Spécialisée en mathématiques appliquées, elle a combiné la recherche (directrice de recherche au CNRS) et l'enseignement (professeur des universités à l’Université Claude-Bernard-Lyon-I).

## Biographie
Michelle Véra Schatzman est née dans une famille juive laïque. Son père Evry Schatzman est un astrophysicien français, qui deviendra aussi président de l'Union rationaliste. Sa mère Ruth Schatzman (née Fisher) est titulaire de l'agrégation féminine de russe dans des lycées à Lille et Paris, puis maître de conférences à l'Université Paris-VIII.
Michelle Schatzman se marie en 1975 avec Yves Pigier. Ils ont deux enfants, Claude Mangoubi (née Pigier), née en 1976 à Clamart, et René Pigier, né en 1983 à Paris. Ils divorcent en 1988.
Sa fille Claude est mariée à Dan Mangoubi, un mathématicien israélien, professeur à l'Institut Albert Einstein de l'Université de Jérusalem.

### Formation et carrière
Entrée première à l’École normale supérieure de jeunes filles en 1968, elle obtient l'agrégation et une thèse de troisième cycle en 1971, sous la direction de Haïm Brezis, puis un doctorat d’État en 1979, sous la direction de Jacques-Louis Lions.
Attachée puis chargée de recherche de 1972 à 1984 au Laboratoire d’analyse numérique de Paris 6, aujourd’hui Laboratoire Jacques-Louis Lions, puis à partir du printemps 1981, au Centre de Mathématiques appliquées de l’École polytechnique.
Elle devient professeur des universités à l’Université Claude-Bernard-Lyon-I en 1984, dans l’équipe d’analyse numérique Lyon-Saint-Étienne qui deviendra, en 1995, le laboratoire MAPLY, Mathématiques Appliquées de Lyon, dont elle assurera la direction pendant huit années ; ce laboratoire fusionnera en 2005 avec d’autres laboratoires lyonnais pour fonder l’Institut Camille-Jordan.
Elle réintègre le CNRS en 2005 comme directrice de recherche sans pour autant cesser d’enseigner, en master surtout.
Au fil des années, elle écrit plus de 70 articles scientifiques, dont de nombreux font date et sont toujours abondamment cités.

## Distinctions et prix
- Chevalier de la Légion d'honneur (2008)[3].
- Prix Claude-Berthault décerné par l'Académie des sciences en 2006[4]
- Un modèle d’évolution de densité de tourbillons en supraconductivité, proposé en 1996, porte son nom, le modèle de Chapman-Rubinstein-Schatzman.

## Publications
- « Analyse numérique, Une approche mathématique », paru pour la première fois chez Masson en 1991 et réédité chez Dunod en 2001